# Campeonato de Oceanía de Judo de 2010
El XXIII Campeonato de Oceanía de Judo se celebró en Canberra (Australia) el 15 de agosto de 2010 bajo la organización de la Unión de Judo de Oceanía.
En total se disputaron catorce pruebas diferentes, siete masculinas y siete femeninas.

## Resultados

### Masculino
| Evento  | Oro                              | Plata                            | Bronce                                                           |
| ------- | -------------------------------- | -------------------------------- | ---------------------------------------------------------------- |
| –60 kg  | Arnie Dickins Australia          | Matthew D'Aquino Australia       | Lee Bronkhorst Nueva Zelanda Cyril Chevalier Nueva Caledonia     |
| –66 kg  | Ivo dos Santos Australia         | Steven Brown Australia           | Nicholas Gravier Nueva Caledonia Alister Leat Nueva Zelanda      |
| –73 kg  | Woo-Su Choi Nueva Zelanda        | Dennis Iverson Australia         | Nikola Pejic Australia Abedias Trindade de Abreu Nueva Caledonia |
| –81 kg  | Brent Iverson Australia          | Andrew Butterfield Nueva Zelanda | Ivica Pavlinic Nueva Zelanda Frank Stowers Samoa                 |
| –90 kg  | Mark Anthony Australia           | Priscus Fogagnolo Australia      | Ryan Dill-Russell Nueva Zelanda Teva Gouriou Nueva Caledonia     |
| –100 kg | Daniel Kelly Australia           | Jason Koster Nueva Zelanda       | —                                                                |
| +100 kg | Jérémy Picard Polinesia Francesa | Jake Andrewartha Australia       | Stéphane Courtine Nueva Caledonia Terry Frankcombe Australia     |

### Femenino
| Evento | Oro                             | Plata                        | Bronce                       |
| ------ | ------------------------------- | ---------------------------- | ---------------------------- |
| –48 kg | Elodie Foeillet Nueva Caledonia | Alice Coppleman Australia    | Hannah Downing Nueva Zelanda |
| –52 kg | Sonya Chervonsky Australia      | Hannah Trotter Australia     | —                            |
| –57 kg | Carli Renzi Australia           | Darcina Manuel Nueva Zelanda | Emily Bensted Australia      |
| –63 kg | Kylie Koenig Australia          | Ana Moceyawa Nueva Zelanda   | —                            |
| –70 kg | Moira de Villiers Nueva Zelanda | Deborah Hill Australia       | —                            |
| –78 kg | Isabella Kopecny Australia      | Stephanie Grant Australia    | —                            |
| +78 kg | Janelle Shepherd Australia      | Melanie Wallis Australia     | —                            |

## Medallero
| Núm. | País               | Oro | Plata | Bronce | Total |
| ---- | ------------------ | --- | ----- | ------ | ----- |
| 1    | Australia          | 10  | 10    | 3      | 23    |
| 2    | Nueva Zelanda      | 2   | 4     | 5      | 11    |
| 3    | Nueva Caledonia    | 1   | 0     | 5      | 6     |
| 4    | Polinesia Francesa | 1   | 0     | 0      | 1     |
| 5    | Samoa              | 0   | 0     | 1      | 1     |
|      | TOTAL              | 14  | 14    | 14     | 42    |